# Hey (album)
Hey – album studyjny zespołu Hey wydany w 1999 roku. Płyta była ostatnią nagraną dla Universal Music Polska.

## Lista utworów
| Nr  | Tytuł utworu               | Słowa              | Muzyka            | Długość |
| --- | -------------------------- | ------------------ | ----------------- | ------- |
| 1.  | „Jeśli łaska”              | Katarzyna Nosowska | Piotr Banach      | 3:06    |
| 2.  | „Najważniejsze”            | Piotr Banach       | Piotr Banach      | 3:16    |
| 3.  | „4 pory”                   | Katarzyna Nosowska | Piotr Banach      | 2:54    |
| 4.  | „Pomyłka S.”               | Katarzyna Nosowska | Piotr Banach      | 4:17    |
| 5.  | „To co czujesz”            | Tomek Lipiński     | Robert Brylewski  | 5:16    |
| 6.  | „Tak czy inaczej”          | Katarzyna Nosowska | Piotr Banach      | 4:00    |
| 7.  | „Czas spełnienia”          | Piotr Banach       | Grass             | 4:05    |
| 8.  | „Zakryty mam wstyd”        | Katarzyna Nosowska | Piotr Banach      | 3:09    |
| 9.  | „Wielki węzeł”             | Katarzyna Nosowska | Piotr Banach      | 3:09    |
| 10. | „Mamjakty”                 | Katarzyna Nosowska | Piotr Banach      | 4:08    |
| 11. | „Wycofanie”                | Katarzyna Nosowska | Piotr Banach      | 3:11    |
| 12. | „Piękna pani z czółenkiem” | Katarzyna Nosowska | Jacek Chrzanowski | 5:02    |
|     |                            |                    |                   | 45:33   |

## Twórcy
Źródło.
- Katarzyna Nosowska – śpiew
- Piotr Banach – gitara, produkcja muzyczna
- Marcin Żabiełowicz – gitara
- Jacek Chrzanowski – gitara basowa
- Robert Ligiewicz – perkusja
- Leszek Kamiński – realizacja dźwięku, produkcja muzyczna
- Universal Music Polska – producent wykonawczy
- REACTOR – zdjęcia, projekt graficzny i realizacja
- Rafał Garszczyński – zdjęcia zespołu